# فهد عداوي
فهد عداوي لاعب كرة قدم سعودي يلعب في مركز الظهير الأيسر, لعب لنادي الأهلي السعودي وانتقل في أغسطس 2005 إلى نادي الحزم السعودي وفي يونيو 2007 عاد للأهلي وفي أغسطس 2008 عاد وانتقل إلى نادي نجران السعودي وفي يناير 2011 انتقل للوحدة السعودي وبعد هبوط الوحدة إلى دوري الدرجة الأولى وقع مع نادي الفيصلي السعودي.

## روابط خارجية
- فهد عداوي على موقع قاعدة بيانات كرة القدم.إي يو (الإنجليزية)
- فهد عداوي على موقع Soccerway.com (الإنجليزية)
- فهد عداوي على موقع كووورة